# 普雷西勒塞克
普雷西勒塞克（法語：Précy-le-Sec，法語發音：[pʁesi lə sɛk]）是法国勃艮第-弗朗什-孔泰大区约讷省的一个市镇，属于阿瓦隆区。

## 地理
普雷西勒塞克（47°35'37"N, 3°49'57"E）面积15.76 平方千米，位于法国勃艮第-弗朗什-孔泰大區约讷省，该省份为法国中北部内陆省份，西接卢瓦雷省，西北接塞纳-马恩省，南至涅夫勒省，东临科多尔省，东北与奥布省接壤。
与普雷西勒塞克接壤的市镇（或旧市镇、城区）包括：屈尔河畔阿尔西、日罗勒、阿奈拉科特、茹拉维尔、吕西勒布瓦、圣莫雷、屈尔河畔武特奈。

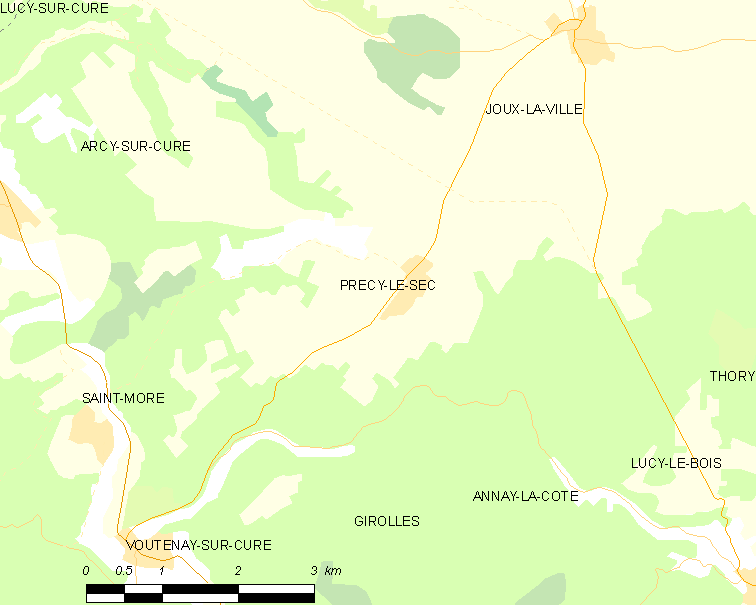
普雷西勒塞克的OSM定位图

普雷西勒塞克的时区为UTC+01:00、UTC+02:00（夏令时）。

## 行政
普雷西勒塞克的邮政编码为89440，INSEE市镇编码为89312。

## 政治
普雷西勒塞克所属的省级选区为茹拉维尔县。

## 人口

1962-2008年间普雷西勒塞克人口变化图示

普雷西勒塞克于2022年1月1日时的人口数量为238人。